# Alice Davenport
Pour les articles homonymes, voir Davenport.
Alice Davenport est une actrice américaine de théâtre et de cinéma muet née Alice Shepard le 29 février 1864 à New York et morte le 24 juin 1936 à Los Angeles.

## Biographie
Née Alice Shepard, elle débute très tôt sur les planches comme actrice de vaudeville. En 1893, elle épouse l’acteur de théâtre Harry Davenport dont elle divorce trois ans plus tard. De cette union naît Dorothy Davenport qui sera à son tour actrice et réalisatrice.
Malgré son divorce et une union éphémère, c'est tout de même sous son nom de femme mariée (et parfois même de « Mrs. Harry Davenport ») qu'elle débute en 1911 au cinéma. C'est à la Biograph Company qu'elle rencontre Mack Sennett en 1912 sous la direction duquel elle tourne. Elle le suit lorsqu'il dirige The Keystone Film Company et y fait l'essentiel de sa carrière cinématographique, donnant la réplique à Mabel Normand, Roscoe Arbuckle ou figurant dans les premiers films de Charlie Chaplin.

Son activité au cinéma se déroule sur une période courte, mais est très prolifique puisqu'on la retrouve dans près de 120 films.
Ayant débuté en tant que femme mûre, elle joue régulièrement des personnages d'un certain âge comme la mère du rôle-titre. Sachant aussi adopter une attitude sévère, voire acariâtre, elle excelle dans les rôles de belle-mère ou d'épouse détestable. À ce titre, la comédie burlesque regorge de ces personnages et a souvent besoin de comédiennes pour les interpréter ce qui explique sa présence dans de très nombreux films.

Certes, il s'agit la plupart du temps de seconds rôles, mais son talent et son expérience de la scène lui permettent à de nombreuses reprises de partager la vedette de ces comédies lorsque son personnage prend le devant de la scène. Avec le succès des films de la Keystone, elle connaît finalement une renommée internationale que ne lui avait pas permis sa première carrière au théâtre.
À la fin des années 1910, elle ralentit le rythme de sa carrière pour ne tourner qu'épisodiquement dans les années 1920. En 1930, après un bref retour sur les planches à Broadway, elle apparaît dans un dernier film, The Dude Wrangler de Richard Thorpe.
Alice Davenport décède le 24 juin 1936  à Los Angeles en Californie.

## Filmographie
Source principale de la filmographie :

### Nestor Film Company et Biograph Company
- 1911 The Best Man Wins de Tom Ricketts (court métrage)
- 1912 Pants and Pansies de Mack Sennett (court métrage) : May
- 1912 Lily's Lovers de Mack Sennett (court métrage) Lily
- 1912 A Near-Tragedy de Mack Sennett (court métrage)
- 1912 Donnez-moi du feu (Got a Match) de Mack Sennett (court métrage) Carrie
- 1912 The Engagement Ring de Mack Sennett (court métrage) (non confirmée)
- 1912 A Spanish Dilemma de Mack Sennett (court métrage)
- 1912 The Love Trail (court métrage) The Widow
- 1912 The Leading Man de Mack Sennett (court métrage)

### The Keystone Film Company
- 1912 La Gloire de la nation (it) (Stolen Glory) de Mack Sennett (court métrage) : la veuve Simpson
- 1912 Ambitious Butler (it) de Mack Sennett (court métrage) : la mère de l'héritière
- 1912 Les Amoureux de Mabel (en) (Mabel's Lovers) de Mack Sennett (court métrage) : la mère de Mabel
- 1912 Mabel remet ça (At It Again) de Mack Sennett (court métrage) : la femme
- 1912 Pat's Day Off (it) de Mack Sennett (court métrage) (non confirmée)
- 1912 Brown's Seance de Fred Mace (court métrage) : figuration (non confirmée)
- 1912 The Drummer's Vacation de Mack Sennett (court métrage) (non confirmée)
- 1912 Hoffmeyer's Legacy (en) de Mack Sennett (court métrage) : figuration (non confirmée) (non créditée)
- 1912 L'Idée de Mabel (Mabel's Stratagem) de Mack Sennett (court métrage) : Mrs. Jones
- 1913 A Double Wedding (it) de Mack Sennett (court métrage) : figuration (non confirmée) (non créditée)
- 1913 For Lizzie's Sake (it) de Mack Sennett (court métrage) figuration (non confirmée) (non créditée)
- 1913 The Mistaken Masher (it) de Mack Sennett (court métrage) : la mère de Mabel
- 1913 Just Brown's Luck (it) de Mack Sennett (court métrage) : la belle-mère de Brown
- 1913 Le Jazz de Mabel (That Ragtime Band) de Mack Sennett (court métrage) : la mère de Mabel
- 1913 Toplitsky and Company de Henry Lehrman (court métrage) : Mrs. Toplitsky
- 1913 Il a trois passions (Passions, He Had Three) (court métrage) : la mère de Jenny
- 1913 Le Cocher de Mabel (The Hansom Driver) de Mack Sennett (court métrage) : la mère de Mabel
- 1913 The Tale of a Black Eye de Henry Lehrman (court métrage) : Mrs. Jones
- 1913 Le Club des cascamorts (The Telltale Light) de Mack Sennett (court métrage) (non confirmée - non créditée)
- 1913 Amour et décombres (Love and Rubbish) de Henry Lehrman (court métrage) : la femme avec l'homme au chapeau de paille
- 1913 Mabel au fond de l'eau (A Noise from the Deep) de Mack Sennett (court métrage) figuration (non créditée)
- 1913 Just Kids de Henry Lehrman (court métrage) : la femme sur le banc
- 1913 Cohen's Outing de Wilfred Lucas (court métrage) (non confirmée - non créditée)
- 1913 Le Complot manqué (en) (The Riot) de Mack Sennett (court métrage) Irish Neighborhood Leader's Wife
- 1913 Étincelles (The Firebugs) de Mack Sennett (court métrage) : la femme
- 1913 Mabel fait du cinéma (Mabel's Dramatic Career) de Mack Sennett (court métrage) : la mère de Mack
- 1913 Quand les rêves deviennent réalité (en) (When Dreams Come True) de Mack Sennett (court métrage) (non créditée)
- 1913 Mother's Boy de Henry Lehrman (court métrage) : la mère
- 1913 Le Tailleur est ailleurs (Schnitz the Tailor) de Mack Sennett (court métrage) (non confirmée)
- 1913 A Hornet's Nest de Charles H. France (court métrage) (pour la Edison Company)
- 1914 Fatty shérif (The Under-Sheriff) de George Nichols (court métrage) The Sheriff's Wife's Mother
- 1914 Pour gagner sa vie (Making a Living) de Henry Lehrman (court métrage) Mother
- 1914 L'Étrange Aventure de Mabel (Mabel's Strange Predicament) de Mabel Normand (court métrage) Wife
- 1914 Love and Gasoline de Mabel Normand et Mack Sennett (court métrage)
- 1914 A False Beauty de Ford Sterling : The Suitor's Sweetheart
- 1914 Charlot danseur (Tango Tangles) de Mack Sennett (court métrage) Guest with Man in Overalls (non créditée)
- 1914 Against Heavy Odds (court métrage) (as Mrs. Davenport)
- 1914 Charlot aime la patronne (The Star Boarder) de George Nichols (court métrage) Landlady's Friend
- 1914 The Passing of Izzy de George Nichols (court métrage)
- 1914 Mabel au volant (Mabel at the Wheel) de Mabel Normand et Mack Sennett (court métrage) Spectator in Grandstand (non créditée)
- 1914 Charlot garçon de café (Caught in a Cabaret) de Mabel Normand (court métrage) Mabel's Mother
- 1914 Un béguin de Charlot (Caught in the Rain) de Charles Chaplin (court métrage) Sleepwalking Wife
- 1914 Fatty sauve son chien (en) (The Water Dog) de Roscoe Arbuckle (court métrage) The Woman Fatty Kisses (non créditée)
- 1914 Charlot et le Mannequin (Mabel's Married Life) de Charles Chaplin (court métrage) Neighbor (non créditée)
- 1914 Mabel's New Job (en) de George Nichols et Mabel Normand (court métrage)
- 1914 Charlot garcon de théâtre (The Property Man) de Charles Chaplin (court métrage) Actress
- 1914 Hello, Mabel (en) de Mabel Normand (court métrage) His wife
- 1914 Charlot et Mabel aux courses (Gentlemen of Nerve) de Charles Chaplin (court métrage) Patron at Outdoor Bar
- 1914 Cursed by His Beauty de Dell Henderson (court métrage)
- 1914 Le Roman comique de Charlot et Lolotte (Tillie's Punctured Romance) de Mack Sennett Guest (non créditée)
- 1914 Fatty fait des fredaines (en) (Fatty’s Wine Party) de Roscoe Arbuckle (court métrage)
- 1914 The Sea Nymphs de Roscoe Arbuckle (court métrage) : la belle-mère de Fatty
- 1914 Among the Mourners de Walter Wright (court métrage)
- 1914 Monsieur Petitpont plombier (The Plumber) de Dell Henderson (court métrage)
- 1914 A Colored Girl's Love de Mack Sennett (court métrage)
- 1914 Wild West Love de Charley Chase (court métrage)
- 1915 Hushing the Scandal de Mack Sennett (court métrage) Mrs. Wiggs
- 1915 Rum and Wall Paper de Charles Avery (court métrage)
- 1915 La Lessive de Mabel (en) (Mabel and Fatty's Wash Day) de Roscoe Arbuckle (court métrage) Fatty's Nagging Wife
- 1915 Hogan's Mussy Job de Charles Avery (court métrage)
- 1915 Mabel épouse Fatty (Mabel, Fatty and the Law) de Roscoe Arbuckle (court métrage)
- 1915 Caught in a Park de Frank Griffin (court métrage)
- 1915 Fatty et Mabel se marient (en) (Mabel and Fatty's Married Life) de Roscoe Arbuckle (court métrage) Woman (non créditée)
- 1915 The Home Breakers (it) de Walter Wright (court métrage)
- 1915 Fatty et Mabel à l'opéra (en) (That Little Band of Gold) de Roscoe Arbuckle (court métrage) (non créditée)
- 1915 Caught in the Act de Frank Griffin (court métrage)
- 1915 Fatty à la recherche de Mabel (Wished on Mabel) de Mabel Normand (court métrage) : la mère de Mabel
- 1915 Ambrose's Fury de Walter Wright (court métrage)
- 1915 La Volonté de Mabel (Mabel's Wilful Way) de Roscoe Arbuckle (court métrage) : la mère de Mabel (non créditée)
- 1915 Fatty et la plongeuse (Fickle Fatty's Fall) de Roscoe Arbuckle (court métrage)
- 1915 My Valet de Mack Sennett (court métrage)
- 1915 Stolen Magic de Mack Sennett (court métrage)
- 1915 His Father's Footsteps de Charley Chase et Ford Sterling (court métrage)
- 1915 Fatty au théâtre (Fatty and the Broadway Stars) (court métrage)
- 1916 The Snow Cure d'Arvid E. Gillstrom (court métrage)
- 1916 The Worst of Friends de Frank Griffin (court métrage)
- 1916 Because He Loved Her de Dell Henderson (court métrage)
- 1916 Perils of the Park de Dell Henderson (court métrage)
- 1916 Fido's Fate de Frank Griffin (court métrage)
- 1916 Wife and Auto Trouble de Dell Henderson et Mack Sennett (court métrage) : His Mother-In-Law
- 1916 A Love Riot de F. Richard Jones (court métrage)
- 1916 Ramona de Donald Crisp : Marda (comme Mrs. H. Davenport)

### Kalem Company
- 1916 Counting Out the Count de William Beaudine (court métrage) (comme Mrs. Harry Davenport)

### The Keystone Film Company
- 1916 Pills of Peril de F. Richard Jones (court métrage)
- 1916 His Last Scent de Charles Avery (court métrage)
- 1917 Luke Wins Ye Ladye Faire de Hal Roach (court métrage) (comme Mrs. Davenport)
- 1917 Maggie's First False Step de Frank Griffith et Mack Sennett (court métrage)
- 1917 Pinched in the Finish de Harry Williams et Victor Heerman (court métrage)
- 1917 Secrets of a Beauty Parlor de Harry Williams (court métrage)
- 1917 A Maiden's Trust de Victor Heerman et Harry Williams (court métrage)
- 1917 The Betrayal of Maggie de Frank Griffin (court métrage)
- 1917 His Social Rise de Reggie Morris (court métrage) : Cook
- 1918 His Hidden Shame de Harry Williams (court métrage)
- 1918 His Double Life de Harry Edwards (court métrage)

### Divers
- 1918 Her Blighted Love de Hampton Del Ruth et Walter Wright (court métrage)
- 1918 Tony America de Thomas N. Heffron : Mrs. Picciano (as Mrs. Harry Davenport)
- 1919 Rip & Stitch: Tailors de Malcolm St. Clair et William Watson (court métrage) : The tailor's wife
- 1919 Spotlight Sadie de Laurence Trimble
- 1919 How Dry I Am (court métrage)
- 1920 Her Private Husband de Frank Griffin (court métrage)
- 1920 His Private Wife (court métrage)
- 1920 The Sleep of Cyma Roget Charles L. Gaskill et Legaren à Hiller : Undetermined Role (as Mrs. Harry Davenport)
- 1921 Skirts de Hampton Del Ruth
- 1921 The Hayseed de Ferris Hartman (court métrage)
- 1922 The Show de Larry Semon et Norman Taurog (court métrage) : dans le public
- 1922 Oh, Mabel Behave de Mack Sennett et Ford Sterling : Inn patron
- 1923 Monkeying Around d'Alfred Santell (court métrage)
- 1924 Unmarried Wives de James P. Hogan : 'Ma' Casey (as Mrs. Davenport)
- 1924 Legend of Hollywood de Renaud Hoffman : Mrs. Rooney
- 1930 The Dude Wrangler de Richard Thorpe : Dude Guest